# Zsidó negyed (Třebíč)
Třebíč zsidó negyede az egyik legjobban fennmaradt zsidó városrész Európában. Csehországban Třebíč településen, a Jihlava folyó bal partján terül el, a třebíči vár alatt. Nyugat felől a Žerotínovo tér határolja, keleti oldalán pedig az egykori Subakova bőrgyár. 2003. július 3-án jegyezte be az UNESCO a világörökségek közé. Ez az egyetlen olyan, Izrael területén kívül fekvő zsidó műemlék, amit az UNESCO számon tart.
A gettó kialakulása egészen a 12. század idejére vezethető vissza. A városnegyed elsősorban eredeti házai és történelmi környezete miatt értékes. 123, különböző építészeti stílusú ház, két zsinagóga és zsidó sírhalmok maradtak fenn. Napjainkban nagy hangsúlyt fektetnek arra, hogy a régi épületeket felújítsák, a turistáknak megközelíthetővé tegyék, kiépítsék az idegenforgalomhoz szükséges infrastruktúrát, és egyéb fontos tényezőket. Új kávéházak, borozók és szálláshelyek épülnek itt.

## Története
A zsidó lakosságról szóló első írásos említések 1410-ből származnak, a 16. század folyamán létesült a zsidó település. A 18. század végétől ez volt az egyik legnépesebb zsidó település Morvaországban. 1799-ben 1770 lakó élt itt, 1848-ban 1612 fő vallotta magát zsidónak, 1900-ban már csak mintegy 663 fő, 1930-ban pedig csupán 300. A második világháború után minimálisra csökkent az itt élő zsidók száma.
1556-ban 19 ház volt itt, ez a szám később meghaladta a 120-at. 1639-1642 között épült a Régi zsinagóga, az új zsinagóga pedig a 17. század idején. Körülbelül ugyanebben az időben alapították a városi zsidó temetőt, ami a Týnský patak fölött található.
A második világháború alatt a zsidó város majdnem kihalt: sok lakóját hurcolták el haláltáborba, némelyeket Auschwitzba, másokat Theresienstadtba. Néhányan az itteniek közül a spanyolországi Sagunto városába menekültek. A háború után körülbelül tíz lakó tért vissza Třebíčbe.
1985-ben a třebíči zsidónegyedet elöntötte az árvíz, a gettó nagy része víz alá került. Emiatt árvízvédelmi gátakat építettek, ma ez védi a várost az árvíztől.
A zsidó negyedben, melyet 2003 óta az UNESCO a világörökségek között tart nyilván, most mindenre kiterjedő rekonstrukció zajlik.

## Elhelyezkedése és utcái
A třebíči zsidó negyed a városközponttól északra helyezkedik el, a Jihlava folyó bal partján, amely elválasztja a třebíči belvárostól. A vár fennsíkja alatt fekszik ez a terület. Fő utcái a Blahoslavova és a Leopold Pokorný utcák. A városrész a Zámostí nevű területen található, itt van a Tiché náměstí (Csendes tér) és a Žerotínovo tér. Ide tartoznak például az Úzká ulice (Keskeny utca), Zadní ulice (Hátsó utca), Stinná ulice, Pod Podhloubím, a V Mezírce, a Subakova utca és a Na Výsluní (Vallató).

## Jelentős műemlékek

### Leopold Pokorny utca 2
Amint a zsidó negyedbe lépünk a Jihlava folyónál, megpillantunk egy reneszánsz házat, melyet három kőoszlop támaszt alá. Abban az időben, amikor a város még Valdsteini Jan Josef tulajdona volt, egy építménnyel tervezték elkeríteni a zsidókat a keresztény lakosságtól. Az a kapu, drótkerítés és láncok a Blahoslavova utcában, amik a két városrészt éjszaka, hétvégén, és ünnepnapokon elválasztotta egymástól, az 1873-as tűzvész során pusztult el.

### Leopold Pokorny utca 5
Ez a reneszánsz ház a 16. században épült, és egyike a zsidó gettó jellemző épületeinek. 

### Városháza
A barokk stílusú épület, a volt zsidó városháza a 17. századból maradt fenn, amikor a zsidó városrésznek saját elöljárója és tanácsa volt. Még létezett az úgynevezett zsidó törvény fogalma is. A homlokzat 1899-ból származik, Jaroslav Herzán alkotása. Az első elöljárók Mojžíš Bauer, Joel Bauer és Josef Abraham Bauer voltak. Az utolsó elöljáró, egyben az első polgármester Ber Löw Bachrach volt.

### Rabbinátus
A rabbinátus az első zsinagóga közelében állt, és barokk stílusban épült. A 17. század folyamán építették, ismertetőjele pedig a hatalmas pillér a ház homlokzatán. A rabbinátus a rabbi lakhelye és irodája. Az épület földszintjén kereskedelmi helyiségek voltak. Néhány név a třebíči rabbik közül: Aron Nepole, Arje Jehuda Löv ben Menachen Krochmal és a 19. század során a híres Joachim Josef Pollak (1828–1879), aki a helyi gimnázium tanára is volt.

### Zsidó iskola
Az eredeti iskola, amely már 1601-ben működött, a zsidó vallás tanítására jött létre. 1787-ben általános iskolát alapítottak a zsidó városrészben. Isaiáš Adler volt itt az első kántortanító, 1881-től kezdve a héber mellett csehül is tanítottak. A tanulmányok folytatását a třebíči gimnázium biztosította.

### Az első zsinagóga
Az első zsinagóga 1639 – 1642 között épült, „Régi iskolának” is nevezték. 1757-ben egy emelettel alacsonyabb lett, mivel az ünnepi kivilágítása zavarta a várban lakó Lichtnstein nagyurat. 1759-ben és 1821-ben a zsinagógát felujították, renoválták 1856 – 1857-ben is, amikor elnyerte mai formáját, melyet a gotizáló ablakok és csúcsíves ablakok dominálnak. Még 1880-ban és 1922-ben is felujították, a második  világháború alatt az épületet komoly kár érte, és raktárként használták. 1952-ben a csehszlovák huszita egyháznak adományozták, akik rendszeresen a saját istentiszteleteiket tartották itt.
Az első zsinagóga egy szabadon álló, egyszintes épület. A templombelsőn keresztény hatás látszik: a bejárat nyugatról nyílt, a keleti oldalon volt a tóra szekrénye egy magasított prédikálóhelyen, mely ovális alakú. A férfiak a nőktől külön, fapadokban imádkoztak, a nők pedig a galérián, melyek két oszlop tartott. Ezt a galériát egy külső lépcsőn lehetett megközelíteni. A fő termet összesen hat ablak világította meg, mindhárom falon kettő-kettő.

### Hátsó zsinagóga
A hátsó zsinagóga (Új zsinagóga avagy Neuschul) 1669-ből származik. Legfontosabb részei: az Izrael felé néző keleti fal, itt volt a Tóra szekrénye. A zsinagóga falain festmények láthatók, melyeket sablon nélkül, szabadkézzel készítettek 1706 – 1707-ben. Elsősorban biblikus, héber nyelvű képek és idézetek a Talmud-ból. A mennyezeten barokk stílusú stukkó díszítés. 1837-ben az északi oldalra is építettek egy női galériát.
1926-ban használták a zsinagógát utoljára vallási célra, ettől kezdve a Subakova bőrgyár raktára lett, a gyár bezárása után pedig a Zelenina Třebíč (Třebíči Zöldség) TSZ raktára. Ez a bánásmód a zsinagógát teljesen lerombolta, így ráfért az 1988 és 1997 között zajló rekonstrukció. Azóta kiállítóhely és hangversenyterem, a női galérián a Prágai zsidó múzeum állandó kiállítása látható. 
A szomszéd épületben panzió és Třebíč város információs centruma található, ahol vezeték nélküli ingyenes internetes kapcsolat is elérhető.

### Zsidó temető
A zsidó temetőt a 17. század elején hozták lére. Ez a mai legnagyobb és legszebben karbantartott zsidó temető Európában.

## Fontos személyiségek
- Moriz Habrofsky (1822–1849), a bécsi diákok forradalmi bizottmányának elnöke
- Wolfgang Wessely (1801–1870) jogász és orientalista, az akkori Ausztria első egyetemi professzora
- Joachim Josef Pollak (1828–1879), a třebíči gimnázium tanára és rabbi
- Adolf Kurrein (1846–1919) teplicei rabbi
- Kurt Konrád (1908–1941) publicista és irodalomkritikus
- Leopold Pokorný katona
- Francis Lederer (1900–2000), a háború előtti Német Birodalom, 1932-től pedig Hollywood sikeres színésze, közel 50 film- és televíziós szerep alakítója.

## Külső hivatkozások
- KVIZ Třebíč – Třebíč kulturális, tudományos és információs oldala
- ŠAMAJIM שמים – zsidó kulturális fesztivál Archiválva 2007. július 15-i dátummal a Wayback Machine-ben
- TREBICNEWS – Třebíč szabadon terjeszthető elektronikus napilapja Archiválva 2007. február 20-i dátummal a Wayback Machine-ben
- Virtuális séta a třebíči zsidónegyedben
- Třebíč zsidó negyede és a Szent Procopius-bazilika az UNESCO világörökség honlapján (angolul)

## Fordítás
- Ez a szócikk részben vagy egészben  a   Třebíčská židovská čtvrť című cseh Wikipédia-szócikk ezen változatának fordításán alapul.  Az eredeti cikk szerkesztőit annak laptörténete sorolja fel. Ez a jelzés csupán a megfogalmazás eredetét és a szerzői jogokat jelzi, nem szolgál a cikkben szereplő információk forrásmegjelöléseként.